# Kvillsforsskogens naturreservat
Kvillsforsskogens naturreservat är ett naturreservat i Vetlanda kommun i Jönköpings län.
Området är naturskyddat sedan 2024 och är 19 hektar stort och ligger strax öster om Kvillsfors. Reservatet består av barrblandskog och ett mindre vattendrag.